# 千里馬運動
千里馬運動是朝鲜勞动黨委員長、內閣首相金日成在1957年至1961年五年計划的称呼。是在1956年12月会议通过促进朝鲜经济社会发展的运动。
这次运动的发端是金日成1956年访问降仙製鋼廠，指示要以千里馬的精神生产鋼材，之后该廠改名千里馬製鋼連合企業所。1958年9月，朝鲜劳动党中央全会后，工业战线出现「千里马作业班运动」。1960年8月全国千里马先驱者大会召开后，「千里马作业班运动」由工业部门扩展到农业、交通、文教等部门，成为整个社会的劳动竞赛运动，使千里马运动进入一个新阶段。金日成发起“思想、技术、文化三大革命红旗运动”后，千里马运动被赋予新的含义，成为朝鲜民主主义人民共和国建设社会主义的总路线。
1960年平壤市造了千里馬銅像以紀此事。

## 第二次千里馬運動
1999年，朝鲜發動第二次千里馬運動，以促進經濟重新活躍。